# Lucas Pouille
Lucas Pouille (født 23. februar 1994 i Grande-Synthe, Frankrig) er en professionel mandlig tennisspiller fra Frankrig.